# Дачное (электродепо)
ТЧ-2 «Да́чное» — нетяговое (ремонтное) электродепо Петербургского метрополитена, располагается на Кировско-Выборгской линии за станцией «Автово», рядом с одноимённым электродепо. Было закрыто в 2019—2023 гг. на реконструкцию с целью возможности ремонта и обслуживания поездов с асинхронным тяговым приводом.
Депо открылось 30 июня 1970 года, располагается на одной территории с депо «Автово» и предназначено для ремонта составов. Обслуживает поезда всех линий Петербургского метрополитена, для этого с других линий на Кировско-Выборгскую поезда перегоняются через ССВ по следующим маршрутам: с Московско-Петроградской — через станцию «Технологический институт») (через первый колонный зал (по IV пути)), с Невско-Василеостровской — через ССВ между станциями «Маяковская» и «Площадь Восстания», с Лахтинско-Правобережной — ССВ у станций «Достоевская», «Садовая», «Невский проспект» и «Технологический институт», с Фрунзенско-Приморской — через ССВ у станций «Садовая», «Невский проспект» и «Технологический институт». 
Пути, ведущие в депо, начинаются с камеры съездов, расположенной возле станции «Автово», оттуда же начинаются пути в депо «Автово». На пути, ведущем в депо, имеются 2 служебные платформы. В депо имеется гейт для примыкания к железной дороге. До 1977 года рядом с депо располагалась одноимённая станция метро.
Открытая служебная платформа находится на территории депо «Дачное», а не в тоннеле. Проезд на поездах со станции «Автово» производится в первом вагоне состава по пропуску, предъявляемому машинисту. Расписание поездов можно найти в начале платформы станции «Автово» в сторону станции «Ленинский проспект».
В 1994 году занималось ремонтом вагонов типа 81-717/714 Ереванского метрополитена, в качестве оплаты впоследствии поступивших на Невско-Василеостровскую линию.